# Pelle auf großer Fahrt
Pelle auf großer Fahrt, Fernsehtitel Pelle Ohneschwanz auf großer Fahrt, ist ein schwedischer Zeichentrickfilm von Jan Gissberg und Stig Lasseby aus dem Jahr 1985. Er basiert lose auf dem 1941 erschienenen Buch Pelle Svanslös i Amerika von Gösta Knutsson und ist die Fortsetzung des Films Pelle Ohneschwanz aus dem Jahr 1981.

## Handlung
Kater Pelle, der nur einen Stummelschwanz hat, beendet in Uppsala erfolgreich sein Philosophiestudium. Dies wurmt seinen ewigen Widersacher, die Stadtkatze Mike Mäuseschreck. Mike lädt ihn daher zu einer Feier ein, auf der er ihn erst in einen Farbeimer stolpern lässt und dann mal wieder wegen seines fehlenden Schwanzes verhöhnen will. Pelle steht auf der Feier unvermutet ein ebenfalls Pelle genannter Kater zur Seite. Pelle Swanson kommt aus Amerika und schwärmt Pelle vom Land der unbegrenzten Möglichkeiten vor, in dem es fette Ratten und knusprige Hühner gibt. In Amerika sei alles möglich, wenn man es nur genug will, sogar ein neuer Schwanz. Pelles Freundin Molly Sahnenase ist an einer Reise nach Amerika interessiert, doch will Pelle lieber zuhause bleiben.
Nachts träumt Pelle von einer Reise nach Amerika: Er muss nur mit Flügeln an den Armen hinfliegen und erlebt mit New York City eine Stadt, in dem alles riesig ist und die Ratten keinerlei Respekt vor Katzen haben. Sie jagen Pelle, der sich auf einen Wolkenkratzer rettet. Pelle, dem bei seiner Abreise von einer Bekannten die Suche nach einem Kater namens Philadelphia Fille aufgetragen wurde, begibt sich auf die Suche, landet in einer Tanzshowprobe und in den Händen eines fiesen Mafioso, der wie Mike aussieht. Eine Frau berichtet Pelle, dass Philadelphia Fille nach Westen gegangen sei, und so fährt auch Pelle per Schaufelraddampfer gen Westen. In einer Steppe rettet er Molly Sahnenase, die auf einem Planwagen einen Abhang hinabrollt, wird jedoch von einem Cowboy und seinen Kumpanen – erneut in der Gestalt von Mike und seinen Handlangern Bill und Bull – gefangen genommen und an einen Kaktus gefesselt, während Molly entführt wird. Der Kaktus wird zu einem Marterpfahl, den Indianer umtanzen. Sie befreien Pelle am Ende und bringen ihn zu einem weisen Mann auf einen Berg, der sich als Philadelphia Fille entpuppt. Er schenkt Pelle einen neuen, langen, goldenen Schwanz und genug Mut, um es kurz darauf in einem Saloon mit dem Cowboy aufzunehmen und Molly zu befreien. Beide fliehen und stürzen in die Tiefe – und Pelle erwacht.
Molly versucht ihn erneut von einer Reise zu überzeugen und verlässt ihn enttäuscht, als er ablehnt. Mike sieht seine Chance gekommen, um Pelle loszuwerden. Er eröffnet ein Reisebüro und verkauft Pelle, Molly und den anderen Stadtkatzen eine Reise in den Wald bei Uppsala. Im Wald überqueren alle Katzen einen schmalen Steg über einen reißenden Fluss, wobei sie die Balance mit ihrem Schwanz halten. Pelle schafft es ohne Schwanz nicht und dreht traurig um. Molly wiederum beschließt, Pelle am anderen Flussufer zu folgen und nicht mit der Gruppe weiterzugehen. Mike folgt ihr heimlich und gibt vor, sie vor gefährlichen Kreaturen zu retten. Molly findet Gefallen an ihm. Als sie zur Gruppe zurückkehren, haben sich alle Teilnehmer versteckt, ist doch ein großer Luchs erschienen und hat Jagd auf sie gemacht. Mike, der vor Molly noch mit seiner Kraft angegeben hat, will vor dem Luchs fliehen, wird gefangen genommen und in einem Kochtopf auf kleiner Flamme gekocht. Pelle hat einen anderen Weg über den Fluss genommen und rettet Mike mit einer List aus den Händen des Luchses. Mike hat nun ein schlechtes Gewissen und ist Pelle für seine Rettung dankbar. Die anderen Katzen lassen Pelle hochleben und alle begeben sich gemeinsam zurück nach Uppsala.

## Produktion
Pelle auf großer Fahrt ist die Fortsetzung des 1981 in die schwedischen Kinos gekommenen Trickfilms Pelle Ohneschwanz. Regie führten erneut Jan Gissberg und Stig Lasseby, während das Drehbuch wieder von Leif Krantz geschrieben wurde. Hatte Krantz beim ersten Film noch auf verschiedene Erzählungen der Kinderbuchreihe um Pelle Svanslös von Gösta Knutsson zurückgreifen müssen, nahm er sich für Pelle auf großer Fahrt Knutssons Buch Pelle Svanslös i Amerika aus dem Jahr 1941 zur freien Vorlage.
Der Film wurde ab 1983 als Zeichentrickfilm realisiert, wobei er in Schweden sowie am Art Centrum in Prag entstand. Im Original wurden die Figuren unter anderem von Erik Lindgren (Pelle), Ewa Fröling (Molly), Ernst-Hugo Järegård (Mike), Carl Billquist (Bill), Björn Gustafson (Bull) und Stellan Skarsgård (Pelle Swanson) synchronisiert. An der Produktion des Filmes waren mehrere europäische Filmgesellschaften und Studios beteiligt, wie unter anderem: Farago Film, Filmhuset AS, Sandrews, Semic, Svenska Filminstitutet (SFI), Teamfilm AS und Thorn EMI Screen Entertainment.
Pelle auf großer Fahrt kam am 14. Dezember 1985 in die schwedischen Kinos. In Deutschland erschien der Film am 10. Dezember 1987 direkt auf Video und wurde am 25. Dezember 1988 auf Sat.1 erstmals im Fernsehen gezeigt. In Schweden lief der Film erstmals im August 1997 auf SVT 1 im Fernsehen und erschien 2001 auf DVD.

## Kritik
Für den film-dienst war Pelle auf großer Fahrt ein „kindgerechter Zeichentrickfilm“. Gösta Knutssons Witwe zeigte sich 1986 vom Film wenig angetan, so sei der Pelle der Bücher zahm, naiv und ein wenig hilflos; in Filmen wie Pelle auf großer Fahrt ginge es jedoch nur noch ums Geld und Pelle werde zu einem Held im Disney-Stil mit viel Action und Gewalt, was nichts mehr mit Knutssons Gestaltung der Figur zu tun habe.

## Auszeichnungen
Auf dem Internationalen Kinder- und Jugendfilmfestival Moskau gewann der Film 1985 den Preis der Kinderjury und erhielt 1988 beim Chicago International Children’s Film Festival den zweiten Preis in der Kategorie Animierte Spielfilme.